# Cassandra Steen
Cassandra Steen (Ostfildern, 9 febbraio 1980) è una cantautrice tedesca.

## Carriera
Dopo aver debuttato con successo nel gruppo Glashaus, pubblica il suo primo album da solista nel 2003. Cambia quindi etichetta passando alla Universal Urban e realizza il secondo album Darum leben wir, che esce nel febbraio 2009 e che ne constata il successo. Con questo brano prende parte al Bundesvision Song Contest 2009, in rappresentanza del Baden-Württemberg, e dove arriva quarta con 104 punti. Nel 2010 vince un premio Echo] come artista femminile dell'anno. Sempre nel 2009 ha dato la voce nel doppiaggio tedesco al personaggio di Tiana nel film d'animazione La principessa e il ranocchio, cantando in duetto con Ne-Yo il brano Never Knew I Needed, che accompagna la colonna sonora del film. Il suo terzo disco è Mir so nah (aprile 2011). Nel 2012 duetta con Tiziano Ferro nel brano Liebe ist einfach/L'amore è una cosa semplice.

## Discografia

### Album
- 2003 - Seele mit Herz
- 2009 - Darum leben wir
- 2011 - Mir so nah
- 2014 - Spiegelbild

### Singoli ed EP
- 2003 - Wie du lachst
- 2008 - Wann
- 2009 - Stadt
- 2009 - Glaub ihnen kein wort
- 2011 - Tanz
- 2011 - Soo
- 2011 - Gebt Alles
- 2016 - Ich Lauf
- 2019 - Der Weihnachtsgedanke
- 2019 - Das Neujahrslied
- 2020 - Wundervoll geheimnisvoll